# Tiberio Rosselli
Tiberio Rosselli (Gimigliano, 1490 ca – Africa, 1560 ca) è stato un filosofo italiano indicato nelle fonti anche come Tiberio Russiliano Sesto.

## Biografia
Nasce a Gimigliano probabilmente attorno al 1490. Le notizie sulla sua nascita sono incerte. Più certe sono le informazioni sulla sua morte: le fonti concordano nel fatto che muoia in Africa, per mano di un suo servo, attorno al 1560. 
Di lui scrive così, Luigi Accattatis nel suo libro Le biografie degli uomini illustri delle Calabrie, raccolte a cura di L. Accattatis (1869):
E ancora l'Accattatis, parlando di Annibale Rosselli:

## Opere
- Apologeticus adversus cucullatos
- Philosophiae declamatio ad Leonem X
- Oratio habita Patavi in principio suarum disputationum
- De propositione de inesse secundum Aristotelis mentem libellu
- Universalia Porphiriana